# Kolbotn IL
Le Kolbotn Idrettslag est un club omnisports norvégien basé à Kolbotn et fondé en 1915. 
Le club comporte de nombreuses sections sportives : le basket-ball, le football, la lutte, la gymnastique, le handisport, le handball, la course d'orientation, la natation et le volley-ball. Le Kolbotn IL a aussi connu dans son histoire les sections d'athlétisme, de bandy, de badminton, de ski ou encore de patinage de vitesse.
L'explorateur Roald Amundsen est un membre honoraire du club. Le double champion olympique Jon Rønningen est un lutteur du club.

## Football féminin
L'équipe de football féminin créée en 1985 compte à son palmarès trois championnats de Norvège (2002, 2005 et 2006) et une Coupe de Norvège (2007). Les footballeuses ont en outre atteint les demi-finales de la Coupe féminine de l'UEFA 2006-2007.
Ada, Karina Sævik et Andrine Hegerberg ont joué pour Kolbotn.

## Handball masculin
Les handballeurs sont champions de Norvège en 1983 et en 1984.

## Volley masculin
Les volleyeurs remportent le titre national en 1984, en 1986 (sous le nom de Hellerasten BK) et en 1992.